# Bhinmal
Bhinmal è una suddivisione dell'India, classificata come municipality, di 39.278 abitanti, situata nel distretto di Jalore, nello stato federato del Rajasthan. In base al numero di abitanti la città rientra nella classe III (da 20.000 a 49.999 persone).

## Geografia fisica
La città è situata a 25° 0' 0 N e 72° 15' 0 E e ha un'altitudine di 145 m s.l.m..

## Società

### Evoluzione demografica
Al censimento del 2001 la popolazione di Bhinmal assommava a 39.278 persone, delle quali 20.639 maschi e 18.639 femmine. I bambini di età inferiore o uguale ai sei anni assommavano a 7.258, dei quali 3.805 maschi e 3.453 femmine. Infine, coloro che erano in grado di saper almeno leggere e scrivere erano 20.522, dei quali 13.746 maschi e 6.776 femmine.